# Station Małaszewicze Południowe
Station Małaszewicze Południowe is een spoorwegstation in de Poolse plaats Małaszewicze.